# Bisdom Elphin
Het bisdom Elphin (Latijn: Dioecesis Elphinensis, Iers: Deoise Ail Finn) is een rooms-katholiek bisdom in Ierland. Het omvat delen van de graafschappen Galway, Sligo, Roscommon en Westmeath. Het bisdom werd formeel erkend in 1110 tijdens de synode van Rathbreasail. Het gaat terug op de stichting van een klooster in de vijfde eeuw in Corcoghlan, nu bekend als Elphin.

## Kathedraal

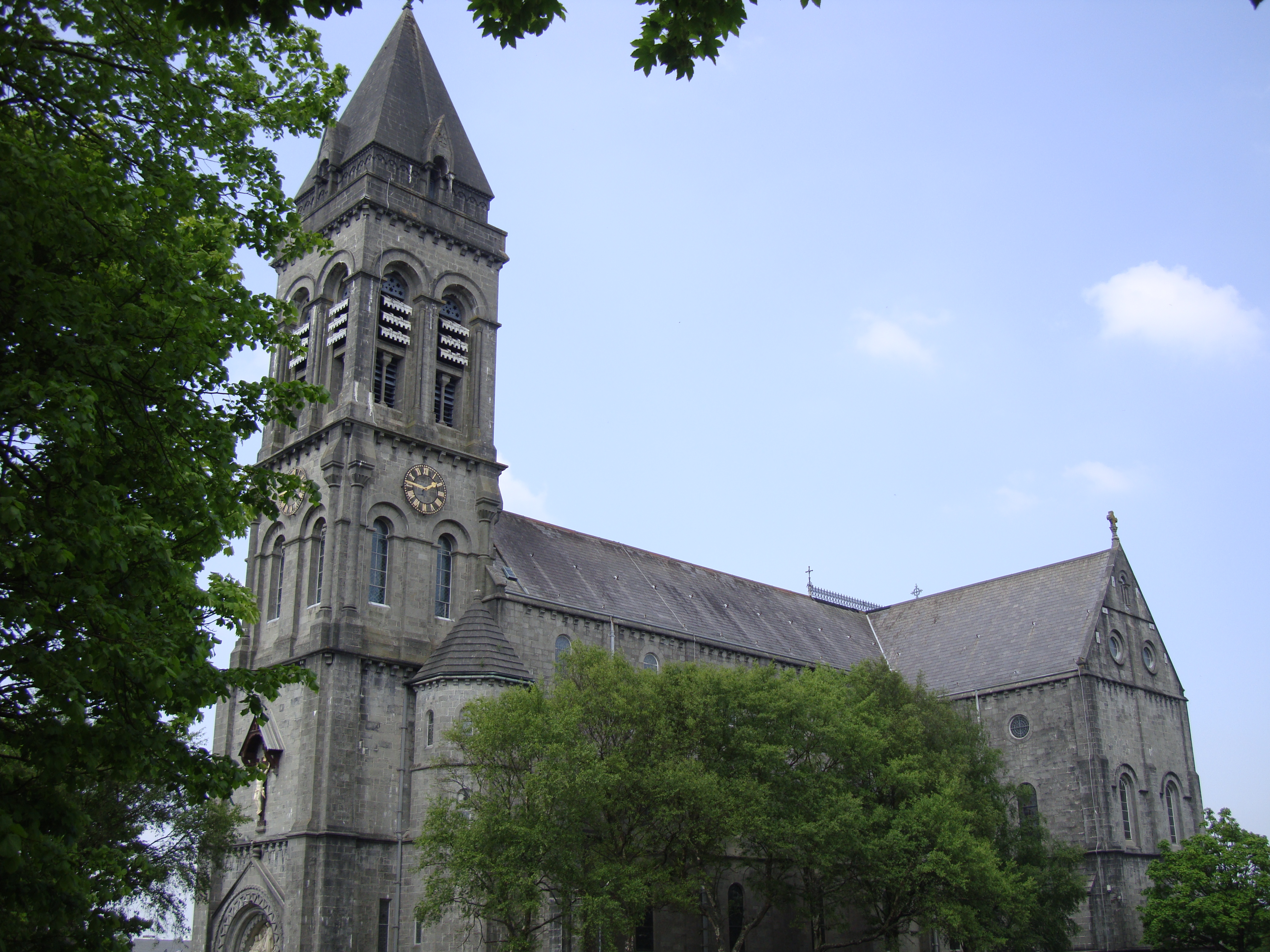
Kathedraal in Sligo

De kathedraal van het bisdom staat tegenwoordig in de plaats Sligo. De kerk werd gebouwd tussen 1869 en 1874. Het gebouw is gewijd aan Maria Onbevlekte Ontvangenis. De oorspronkelijke kathedraal in Elphin was na de Reformatie in gebruik bij de Church of Ireland. Die kerk is na stormschade in 1957 afgebroken. 